# Serie A1 2016-2017 (pallamano femminile)
La Serie A1 2016-2017 è stata la 48ª edizione della massima serie del campionato italiano di pallamano femminile. Il campionato è iniziato il 24 settembre 2016 e si è concluso il 30 maggio 2017. Il campionato è stato vinto per la quinta volta dal PDO Salerno, che nella finale play-off ha sconfitto l'Conversano.

## Formula
Il campionato si è svolto tra 14 squadre che si affrontarono con la formula del girone all'italiana con partite di andata e ritorno.
Per ogni incontro i punti assegnati in classifica erano così determinati:
- tre punti per la squadra che vince l'incontro;
- due punti per la squadra che vince l'incontro dopo i tiri di rigore;
- un punto per la squadra che perde l'incontro dopo i tiri di rigore;
- zero punti per la squadra che perde l'incontro.

Al termine della stagione regolare le prime quattro squadre classificate accedevano ai play-off, mentre le ultime due classificate venivano retrocessa in Serie A2. Ai play-off si partiva dalle semifinali con gare di andata e ritorno; le vincenti si sfidavano in finale di andata e ritorno, e la vincente veniva proclamata Campione d'Italia.
Al termine dei playoff, a seconda dei risultati ottenuti dopo la finale, vengono emessi i seguenti verdetti:
- 1ª classificata: è proclamata campione d'Italia ed acquisisce il diritto a partecipare alla EHF Cup;
- 2ª classificata: acquisisce il diritto a partecipare alla EHF Challenge Cup;
- 3ª classificata: acquisisce il diritto a partecipare alla EHF Challenge Cup;
- 13ª classificata: retrocede in Serie A2;
- 14ª classificata: retrocede in Serie A2.

## Squadre partecipanti
| Squadra                | Città                | Palasport                   | Stagione precedente    |
| ---------------------- | -------------------- | --------------------------- | ---------------------- |
| Amatori Conversano     | Conversano (BA)      | Pala San Giacomo            | 1º posto in Serie A1   |
| Ariosto Ferrara        | Ferrara              | Palaboschetto               | 4º posto in Serie A1   |
| Brixen Südtirol        | Bressanone (BZ)      | Raiffeisen Arena            | 1º posto in Serie A2/B |
| Casalgrande            | Casalgrande (RE)     | PalaKeope                   | 7º posto in Serie A1   |
| Cassano Magnago        | Cassano Magnago (VA) | PalaTacca                   | 2º posto in Serie A1   |
| Dossobuono             | Dossobuono (VR)      | PalaDossobuono              | 1º posto in Serie A2/C |
| Estense Ferrara        | Ferrara              | Palaboschetto               | Ammessa                |
| Flavioni Civitavecchia | Civitavecchia (RM)   | PalaGrammatico              | 1º posto in Serie A2/E |
| Leonessa Brescia       | Brescia              | Centro Sportivo San Filippo | 1º posto in Serie A2/A |
| Messana                | Messina              | PalaMili                    | 1º posto in Serie A2   |
| Mestrino               | Mestrino (PD)        | PalaLissaro                 | 8º posto in Serie A1   |
| Nuoro                  | Nuoro                | Polivalente                 | 9º posto in Serie A1   |
| PDO Salerno            | Salerno              | PalaPalumbo                 | 3º posto in Serie A1   |
| Teramo                 | Teramo               | Pala San Nicolò             | 5º posto in Serie A1   |

## Classifica finale
|  | Pos. | Squadra                | Pt | G  | V  | VR | P  | PR | GF  | GS  | DR   |
|  | ---- | ---------------------- | -- | -- | -- | -- | -- | -- | --- | --- | ---- |
|  | 1.   | PDO Salerno            | 78 | 26 | 26 | 0  | 0  | 0  | 810 | 497 | +313 |
|  | 2.   | Amatori Conversano     | 72 | 26 | 24 | 0  | 2  | 0  | 875 | 552 | +323 |
|  | 3.   | Casalgrande            | 49 | 26 | 15 | 2  | 9  | 0  | 632 | 626 | +6   |
|  | 4.   | Cassano Magnago        | 47 | 26 | 15 | 0  | 9  | 2  | 709 | 622 | +87  |
|  | 5.   | Estense Ferrara        | 45 | 26 | 15 | 0  | 11 | 0  | 634 | 615 | +19  |
|  | 6.   | Teramo                 | 45 | 26 | 15 | 0  | 11 | 0  | 682 | 672 | +8   |
|  | 7.   | Dossobuono             | 40 | 26 | 12 | 1  | 11 | 2  | 667 | 673 | -6   |
|  | 8.   | Brixen Südtirol        | 40 | 26 | 12 | 2  | 12 | 0  | 633 | 633 | +0   |
|  | 9.   | Leonessa Brescia       | 36 | 26 | 11 | 1  | 13 | 1  | 633 | 661 | -28  |
|  | 10.  | Ariosto Ferrara        | 29 | 26 | 9  | 1  | 16 | 0  | 640 | 664 | -24  |
|  | 11.  | Messana                | 28 | 26 | 8  | 1  | 15 | 2  | 580 | 695 | -115 |
|  | 12.  | Flavioni Civitavecchia | 21 | 26 | 7  | 0  | 19 | 0  | 624 | 743 | -119 |
|  | 13.  | Mestrino               | 13 | 26 | 4  | 0  | 21 | 1  | 623 | 748 | -125 |
|  | 14.  | Nuoro                  | 3  | 26 | 1  | 0  | 25 | 0  | 448 | 787 | -339 |

Legenda:
 Ammessa ai play-off.
      Campione d'Italia e qualificata all'EHF Cup'.
      Qualificata all'EHF Cup.
      Qualificata all'EHF Challenge Cup.
      Retrocessa in Serie A2.
Note:
Tre punti a vittoria, due a vittoria dopo i rigori, uno a sconfitta dopo i rigori, zero a sconfitta.

## Play-off scudetto

### Semifinali
|             | Risultati |             | Luogo e data               |
| ----------- | --------- | ----------- | -------------------------- |
| Casalgrande | 12 - 29   | Conversano  | Casalgrande, 6 maggio 2017 |
| Conversano  | 34 - 23   | Casalgrande | Conversano, 13 maggio 2017 |
|             |           |             |                            |

|                 | Risultati |                 | Luogo e data                   |
| --------------- | --------- | --------------- | ------------------------------ |
| Cassano Magnago | 25 - 27   | PDO Salerno     | Cassano Magnago, 6 maggio 2017 |
| PDO Salerno     | 34 - 21   | Cassano Magnago | Salerno, 13 maggio 2017        |
|                 |           |                 |                                |

### Finale
|             | Risultati |             | Luogo e data               |
| ----------- | --------- | ----------- | -------------------------- |
| Conversano  | 18 - 24   | PDO Salerno | Conversano, 21 maggio 2017 |
| PDO Salerno | 20 - 21   | Conversano  | Salerno, 28 maggio 2017    |
| PDO Salerno | 27 - 25   | Conversano  | Salerno, 30 maggio 2017    |
|             |           |             |                            |

## Statistiche

### Classifica marcatrici
| Pos. | Giocatore         | Squadra     | Reti |
| ---- | ----------------- | ----------- | ---- |
| 1.   | Arasay Duran      | Conversano  | 254  |
| 2.   | Ilenia Furlanetto | Casalgrande | 201  |
| 3.   | Suleiky Gomez     | PDO Salerno | 200  |
| 4.   | Daniela Palarie   | Teramo      | 178  |
| 5.   | Laura Rotonda     | Conversano  | 170  |
| 6.   | Nerea Costanzo    | Messana     | 167  |
| 7.   | Giada Babbo       | Conversano  | 154  |
| 8.   | Alexandra Ravasz  | Flavioni    | 151  |
| 9.   | Domenica Satta    | Nuoro       | 147  |
| 10.  | Rita Trombetta    | Estense     | 145  |